# Haplolabida diplodonta
Haplolabida diplodonta är en fjärilsart som beskrevs av Fletcher 1958. Haplolabida diplodonta ingår i släktet Haplolabida och familjen mätare. Inga underarter finns listade i Catalogue of Life.